# Schwachhauser Heerstraße 64
Das Gebäude Schwachhauser Heerstraße 64, erbaut als Villa Biermann, in Bremen-Schwachhausen, Schwachhauser Heerstraße, ist als Vietor-Haus heute Teil des Kippenberg-Gymnasiums. Es steht unter Denkmalschutz.
Das Gebäude wurde 1981 als Bremer Kulturdenkmal unter Denkmalschutz gestellt.

## Geschichte
Von 1911 bis 1913 entstand im Stile der zeittypischen Reformarchitektur die Villa Biermann nach Plänen der seinerzeit renommierten Bremer Architekten Carl Eeg und Eduard Runge für den bedeutenden Tabakkaufmann und bremischen Senator Friedrich Karl Biermann. Die mit Werkstein verblendete zweigeschossige Villa mit einem Walmdach, dem mittigen Eingangsrisalit, dem östlich vorspringenden, dreigeschossigen Bauteil mit Balkon und den oberen runden Fenstern sowie einem Sockelgeschoss bestand im Inneren u. a. aus der zentralen Treppenhaushalle, um die die repräsentative Räume und Wohnräume angeordnet waren. Das Gebäude wurde  auch Haus Blumeneck genannt. Der vom Gartenarchitekten Christian Roselius angelegte Garten ist nicht erhalten.
Seit den 1930ern gehört die Villa Biermann der Stadt Bremen.
Nach 1945 fand der Unterricht der Vietor-Schule in der Villa Biermann statt. Das Gebäude wurde deshalb nun Vietor-Haus genannt, nach der Pädagogin und früheren Schulleiterin Anna Vietor (1860–1929). Bis 1949 amtierte Elisabeth Lürssen als Schulleiterin.
Seit 1953 wird die Villa Biermann durch das Kippenberg-Gymnasium genutzt. Das Gymnasium entwickelte sich seit 1859 aus dem von August Kippenberg gegründeten privaten Lehrerinnenseminar, das 1868 zur Lehranstalt für erwachsene Töchter und Lehrerinnenseminar erweitert und ab 1889 von Johanne Kippenberg geleitet wurde. Nach der Zerstörung des alten Schulhauses Am Wall wurde die Mädchenschule ab den 1950er Jahren zur Schwachhauser Heerstraße verlegt.  
Heute dienen die Räume des Gebäudes als Vietor-Haus dem Gymnasium als Ausstellungsbereich, Schulmuseum zur Dokumentation der Geschichte der Kippenbergschen Schulen (OG), Cafeteria im Tapetenraum, Beratungsstelle, Konzertraum und als Unterrichtsräume.